# Ланс (Бельгия)
Ланс (фр. Lens, валлон. Linse) — коммуна в провинции Эно во франкоязычном регионе Валлония, Бельгия. Согласно переписи 2015 года в коммуне проживало 4397 человек.

## Географическое положение

Ланс на карте провинции Эно

Коммуна расположена на севере округа Монс, провинции Эно, в бассейне реки Дандр. Площадь Ленса составляет 49,4 км². Застроено только 4,7 % территории. Граничит с коммунами Брюжлет, Шьевр, Жюрбиз, Силли и Суаньи.

## Население
Согласно переписи 2011 года население Ланса составляло 4250 человек (51,4 % женщин, 48,6 % мужчин). По возрастному диапазону население распределилось следующим образом: 23 % — жители младше 18 лет, 62 % — от 18 до 64 лет, и 15 % — в возрасте 65 лет и старше. Средний годовой доход на человека — 15 208 евро (данные 2009 года).
Среди 589 бельгийских коммун Ланс находится на 352 месте по среднему доходу на душу населения, на 509 месте по плотности населения.